# 池端玲名
池端玲名（日语：池端 レイナ，1987年11月5日—），為日本模特兒及藝人，出生於北海道，於2010年出道，後來到臺灣發展，2016年在中視電視劇《美好年代》中飾演臺日混血校花蔣安妮。
2019年11月5日生日當天公開結婚及懷孕的消息。

## 模特兒、雜誌
- Girls Award2010 AUTUMN/WINTER　モデルオーデション　グランプリ受賞（2010年9月）
- Girls Award 2011 SPRING/SUMMER モデル出演（2011年3月）
- 琉球アジアコレクション　モデル出演（2011年8月）
- 雑誌「Milk Taiwan」（2014年5月）
- 「TGC AW」（2014年9月）
- 「TGC SS」（2015年2月）
- 台湾雑誌「beauty」（2015年4月）
- 台湾雑誌「fashion guide」（2015年4月）
- 「ビーズアップ特別編集bea'sup 2015夏号」デトックスジュースコーナーレシピ公開、メイン出演(株式会社スタンダードマガジン)（2015年4月）
- 台湾版「ViVi」（2015年5月）
- 台湾雑誌「beauty」（2015年6月）
- 台湾版「ViVi」（2014年6月）
- 「SUPER GIRLS EXPO」(台北)（2014年11月）
- 「東京ガールズコレクション」（2015年2月）
- 雑誌「Taipei Walker」2019年3月號
- 「東京女孩展演（TGC）」春夏展（2019年3月30日，橫濱體育館）[3]

## 舞台劇
- 《體感季節》（2012年5月24日 - 29日）飾演 相田奈央
- 《雷神》（2012年7月27日 - 31日）飾演 三枝（女劍士）
- 《槍彈辯駁 THE STAGE》（2014年10月29日 - 11月3日）飾演 瑟雷絲蒂亞·盧登堡

## 電影
- 《FASHION STORY -Model-（日语：FASHION STORY -Model-）》（2012年11月17日）飾演 青山佳美
- 《空の境界》（2013年2月16日）飾演 山梨
- 沖繩國際影展（日语：沖縄国際映画祭）特別放映作品《BLUE BIRD》（2013年3月於沖繩國際影展上映）主演 小葉
- 日、臺合作電影《只要一分鐘》（一分間だけ，2014年5月9日臺灣，2014年5月31日日本，T-JOY（日语：ティ・ジョイ））飾演 神谷杏子
- 《IN THE HERO》（2014年9月6日）
- 《最後の命（日语：最後の命）》（2014年11月8日）飾演
- 《發誓不會忘記你》（2015年3月28日）
- 日、臺合作電影《屍憶》（2015年）飾演 奈奈
- 《The Perfect Revolution（日语：パーフェクト・レボリューション）》（2017年9月29日）[4]
- 《冥中注定我愛你》（2017年）飾演 美里
- 《台妹向前衝》（2018年）飾演 李安妮
- 《我是她的、俘虜（日语：あのコの、トリコ。）》（2018年10月5日）
- 《栞》（2018年10月26日）飾演 柏木真理[5]
- 《Day and Night（日语：デイアンドナイト）》（2019年1月26日） [6]
- 《相撲力士！助平（日语：どすこい!すけひら）》《追愛棉花糖女孩Dosukoi! Love》（2019年11月1日）[7]

## 電視劇
- 《喜歡·一個人》（2014年5月23日，三立都會台）飾演 愛子
- 《美好年代》（2016年7月12日，中視無線台、中天電視）飾演 蔣安妮
- 《有喜歡的人》（2016年8月15日，富士電視台）飾演 大橋尚美
- 《隱世者們》（2016年9月22日，電視廣播有限公司）飾演 莎莎
- 《冥中注定我愛你》（2017年4月2日，緯來電影台）
- 《刑警弓神》（2017年11月2日，富士電視台）第四話 飾演 高遠玲奈
- 《我和我的四個男人》（2017年8月5日，東森綜合台）飾演  Lina
- 《來到少女雜誌的編輯君（日语：プリティが多すぎる）》（2018年10月18日－12月21日，日本電視台）飾演 森野瑠美
- 《在神酒診所乾杯（日语：神酒クリニックで乾杯を）》「第8集」（2019年3月16日，BS東視）飾演 二絵[8]
- 《逃亡料理人渡邊（逃亡料理人ワタナベ）》「第3集」（2019年4月5日，Hikari TV）飾演 浜有希[9]
- 《DASADA》（2020年1月16日－3月18日，日本電視台）飾演 由里亞的媽媽

## 音樂作品

### 迷你專輯
- 《獨一無二的存在》（2015年11月13日，臺灣愛貝克思發行）
- 《池端玲名》（2018年11月5日，[(台灣)發行）

## 廣告代言
- Dr. Ci:Labo 城野醫生（2010年10月〜2011年9月，日本） ※大杉漣と共演
- Panasonic 數位相機（2011年9月 - 2012年8月）ー店頭パンフレットモデル・HP内動画
- Ustream　UST美容室（2011年7月 - 2011年8月） - 主持人
- 三麗鷗SUNNER Gift（2011年7月） - 電視購物
- Moage（2011年8月） - 電視購物
- Sexylook 美肌專科黑面膜 年度代言人（2017年）
- OWNDAYS 眼鏡   年度代言人（2018）
- 華歌爾內衣 年度代言人（2019）

## 外部連結
- Beachwalkers.Management 網頁（日語）
- 池端玲名的Facebook專頁
- 池端玲名的X（前Twitter）
- 池端玲名的新浪微博
- 池端玲名的Instagram帳戶
- YouTube上的Leinaの台湾行きたいわん頻道
- 池端玲名 官方部落格 Powered by LINE （页面存档备份，存于）（日語）